# 尤里烏斯·恩斯特 (不倫瑞克-丹嫩貝格)
尤里烏斯·恩斯特（德語：Julius Ernst，1571年3月11日—1636年10月26日），丹嫩貝格親王，海因里希的長子。

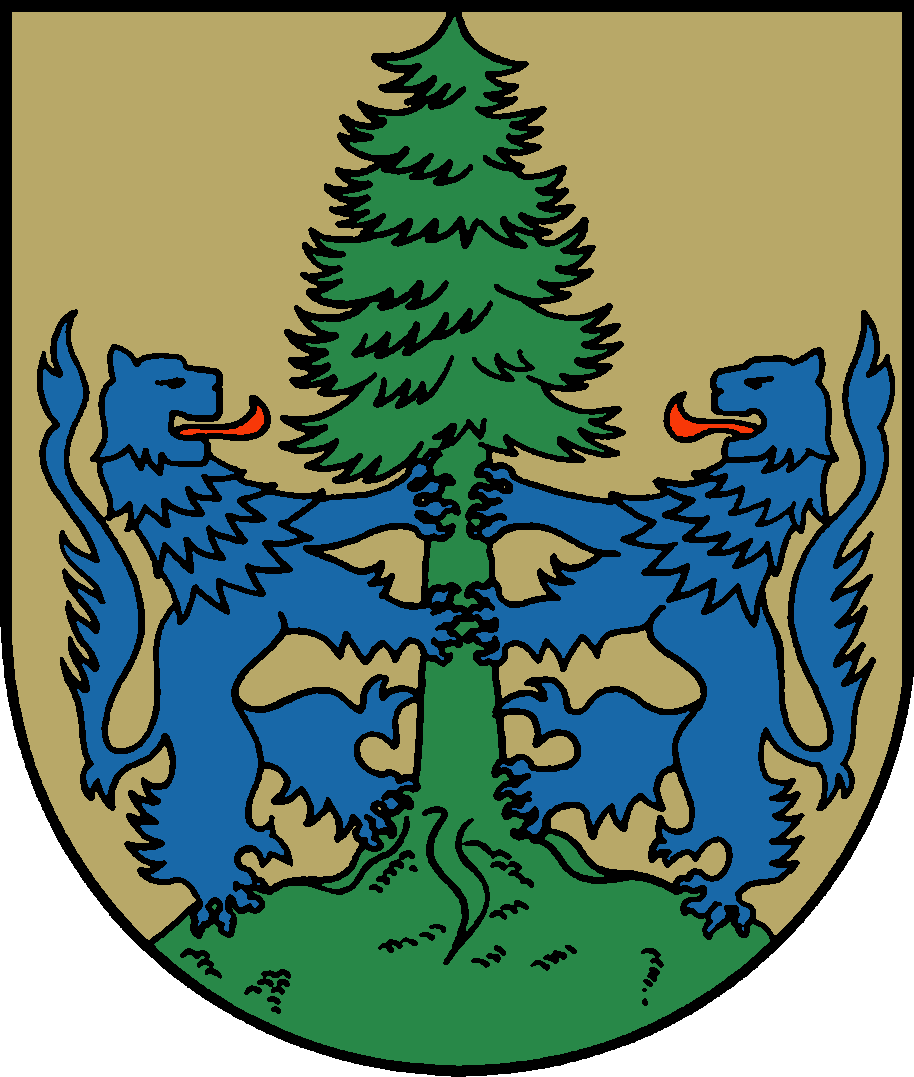

## 家庭
1614年，尤里烏斯·恩斯特與東菲士蘭的瑪麗亞結婚，兩人共有1子1女：
1. 西吉斯蒙德·海因里希（1614年—1614年），夭折
2. 瑪麗·卡塔里娜（1616年—1665年），梅克倫堡公爵夫人